# Snědek ocasatý
Snědek ocasatý (Albuca bracteata, syn. Ornithogalum longebracteatum) je cibulnatá rostlina z čeledi chřestovité pocházející z Jižní Afriky. Velká cibule jí umožňuje přežít v době sucha klasického mediterátního klimatu této oblasti.

## Cibule
Cibule může dosáhnout v průměru až 10 centimetrů a její povrch je voskově zelený a převážně hladký s odumřelými částmi cibule, které se odlupují. Vytváří ve svém okolí velké množství malých dceřiných cibulek.

## Listy
Z cibule vyrůstají dlouhé zelené šťavnaté pruhovité listy, které při dobrých podmínkách mohou mít až metr.

## Květy
Vytváří klasovité květenství o velikosti 70 až 90 cm s velkým množstvím (50 až 100 kvítků) vonných bílých květů se zelenkavým středem. Nejčastěji kvete od května do srpna.

## Pěstování
Rostliny jsou velice přizpůsobivé a tím i velice vhodné pro pěstování v nádobách. Upřednostňuje především přímé letní slunce. Substrát by měl být dobře propustný. Nejlépe se osvědčila kaktusová zem s rašelinou, která dokáže dobře zadržet vodu. V případě, že rostlina nebude déle zalévána, dojde k úhynu listů a rostlina se zatáhne do cibule, kdy pro ni dochází k zimnímu spánku. Rostliny vydrží teploty maximálně k -5 °C.

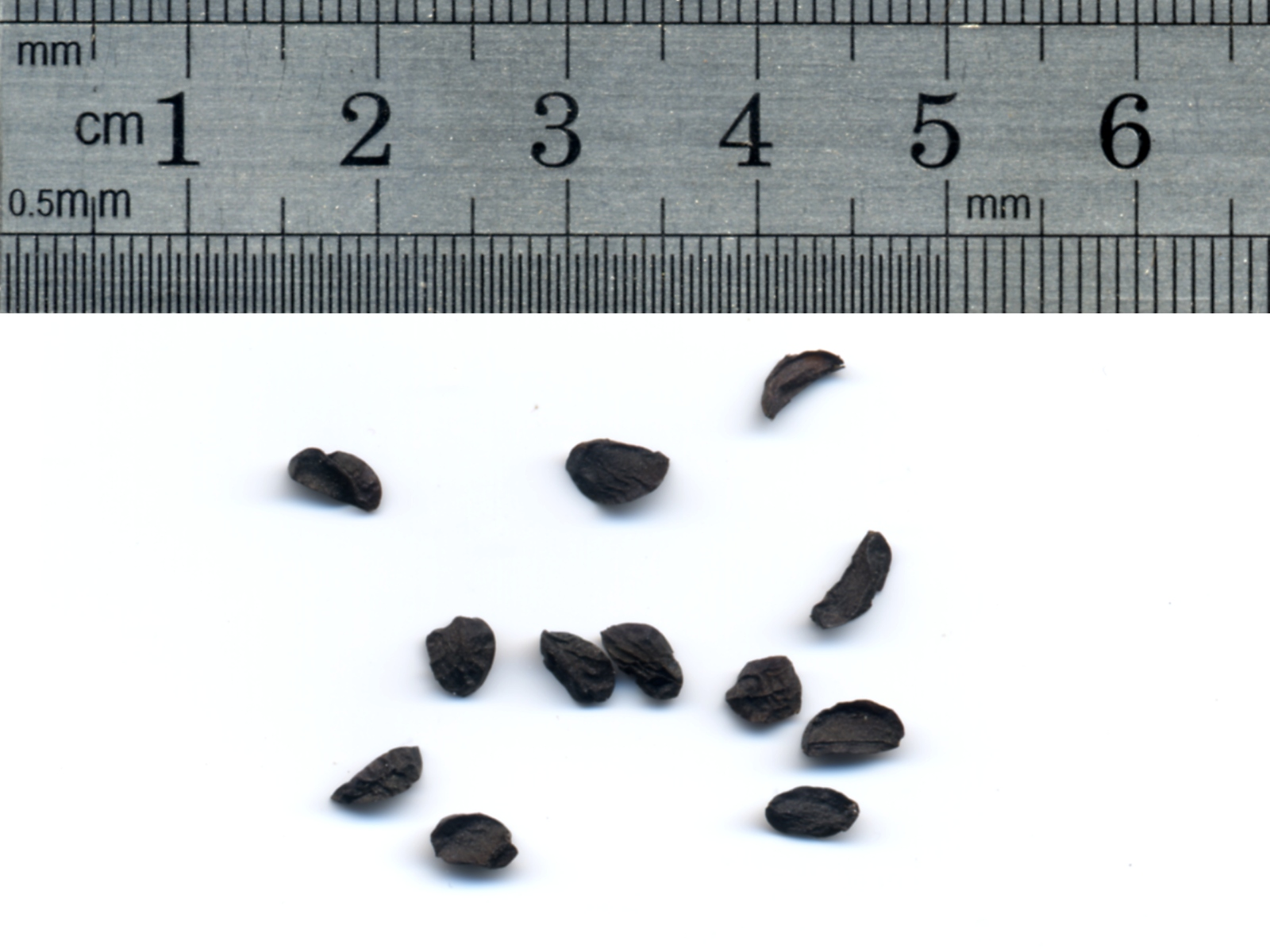
Semínka snědku ocasatého

## Množení
Rostlinu můžeme množit pomocí dceřiných cibulí, které vytváří okolo hlavní cibule, ale i na ní (odtud anglický název těhotná cibule). Také je možno rostlinu množit semeny, které vysejeme do dobře propustného substrátu. Měly by vyklíčit během jednoho měsíce.

## Využití
Ve své domovině jsou rozdrcené listy často používány na řezné rány a pohmožděniny. Podle některých zdrojů má podobné léčivé účinky jako například aloe vera. Také se její listy vařené v cukernatém roztoku využívají jako sirup proti nachlazení.